# Derek Stannard
Derek Stannard (Southport, 24 september 1929) is een Brits-Canadees componist, dirigent en trompettist.

## Levensloop
Stannard kreeg zijn eerste les van zijn vader Ted Stannard, een goede beroepsmuzikant. Hij studeerde aan de Royal College of Music in Londen met het hoofdvak trompet.
Op 17-jarige leeftijd werd hij lid van het Hallé orkest in Manchester, dat toen onder leiding stond van Sir John Barbirolli. Als trompet solist verzorgde hij optredens met het BBC Symphony Orchestra, het BBC Philharmonic en het BBC Opera Orchestra. 
In 1949 werd hij lid van de militaire kapel van H.M. Royal Irish Guards. In 1952 emigreerde hij naar Canada en werkte in de Royal Canadian Air Force Tactical Air Command Band in Edmonton. In 1958 werd hij naar de Lord Strathcona Horse band (Royal Canadians), in Calgary verzet. In 1960 werd hij geselecteerd voor het studie als kapelmeester aan de Royal Military School of Music "Kneller Hall" en heeft afgestudeerd in 1963 met groot lof. Hij werd dirigent in de rang van een Lieutenant bij de Royal Canadian Regiment band in London (Ontario). In 1969 werd hij tweede dirigent van de Norad (North American Air Defense Command) band in Colorado Springs in Colorado. In 1972 werd hij muzikale directeur van de Central band of the Canadian Forces in Ottawa. Hij was ook gast-dirigent van de United States Air Force Band en de United States Army Band in een concert in Washington, D.C.. 
Tegenwoordig is hij dirigent van het Boca Raton Concert Orchestra en gast-dirigent van het Southwest Florida Symphony Orchestra, het West Coast Symphony Orchestra en het Space Coast Philharmonic Orchestra. Sinds geruime tijd woont hij in het zuiden van Florida. 

## Composities

### Werken voor harmonieorkest
- 1961 Suite voor band

## Publicaties
- Hellmut Kallman, Gilles Potvin, Kenneth Winters: Encyclopedia of music in Canada, Toronto: University of Toronto, 1981, 1076 p.
- Catalogue of chamber music available on loan from the library of the Canadian Music Centre, Toronto: Canadian Music Centre, 1967, 288 p.
- Catalogue of orchestral music at the Canadian Music Centre - Including orchestra, band, concertos, operas and vocal-orchestral, Toronto: Canadian Music Centre, 1963.

## Discografie
- The Canadian Armed Forces Tattoo. Maj Ian S. Fraser, Captain Derek Stannard dir. 1967. Arc ACS-5021
- Leonard Falcone, Baritone Horn, Vol. 4, Falcone, Leonard, baritone soloist, Joseph Evans, piano; 1962 Pennsylvania Inter-Collegiate Band, James Dunlop, conductor; Pontiac High School Band, Dale Harris, conductor; Royal Canadian Regiment Band, Derek Stannard, conductor; Michigan State University, LP/CS: CA-MSU 8984B, Falcone Competition, CS

- International Standard Name Identifier: 0000 0000 7573 5467
- Virtual International Authority File: 105285558
- WorldCat: E39PBJvmJjbMqCmv4Y4WyywQv3